# American Champion Citabria
Citabria je dvosedežno visokokrilno lahko športno letalo s fiksnim pristajalnim podvozjem. Namenjeno je športnemu letenju, šolanju pilotov in lahkem akrobatskemu letenju (+5/-2g) - če  se "citabria" prebere nazaj dobimo "airbatic". Prvi let je bil leta 1964, zgrajeno je bilo čez 5000 letal. 
Citabrio je zasnoval in sprva proizvajal Champion Aircraft. Deloma je zasnovan na podlagi Champa. Leta 1970 je Bellanca prevzela podjetje Champion in nadaljevala proizvodnjo do leta 1980. Leta 1982 je Bellanca bankrotirala, pozneje leta 1989, je American Champion Aircraft Corporation prevzel dizajne Citabria, Decathlon in Scout in začel ponovno proizvajati modele 7ECA, 7GCAA in 7GCBC.
Citabria ima visoko nameščeno krilo s podporno palico. Večina letal ime leseno nosilno strukturo ("spar"), nekatere pa aluminijasto.

## Specifikacije (1975 7GCAA Citabria "A" Package)
Podatki iz 
Splošne značilnosti
- Posadka: 1 pilot
- Število sedežev: 1 potnik
- Dolžina: 22 ft 9 in (6,93 m)
- Razpon kril: 33 ft 5 in (10,19 m)
- Višina: 6 ft 5 in (1,96 m)
- Površina kril: 165 sq ft (15,3 m2)
- Vitkost: 6,8:1
- Aeroprofil: NACA 4412
- Teža praznega letala: 1.110 lb (503 kg)
- Bruto teža: 1.650 lb (748 kg)
- Pogon letala: 1 × Lycoming O-320-A2B 4-valjni bencinski protibatni motor, 150 hp (110 kW)

Zmogljivost
- Potovalna hitrost: 126 mph (109 kn; 203 km/h)
- Hitrost pri porušitvi vzgona: 51 mph (44 kn; 82 km/h)
- Neprekoračljiva hitrost: 162 mph (141 kn; 261 km/h)
- Doseg: 500 mi (434 nmi; 805 km)
- Višina leta (servisna): 12.000 ft (3.658 m)
- G-omejitev: +5/-2
- Hitrost vzpenjanja: 1.120 ft/min (5,7 m/s)
- Obremenitev krila: 10,0 lb/sq ft (49 kg/m2)